# Дорошенко Олександр Михайлович
Дорошенко (Дорошевич) Олександр Михайлович (4 січня (16 січня) 1874, Луганськ — 26 жовтня 1950, Москва) — російський та український актор театру та кіно. Народний артист РРФСР (1946). Герой Праці (1932).
Сценічну діяльність розпочав у трупах Георгія Деркача, Марка Кропивницького, Михайла Старицького. 1914 року переїхав до Петербурга, а 1919 року — до Москви.

## Ролі в театрі
- Скворцов, Шельменко («Шельменко-денщик» Квітки-Основ'яненка).
- Степан («Безталанна» Карпенка-Карого).
- Мазепа («Мазепа» Мирославського).

Грав Пана у фільмі «Митько Лелюк» (1938).